# Versailleská deklarace
Versailleská deklarace je dokument vydaný 11. března 2022 vedoucími představiteli Evropské unie (EU) v reakci na ruskou invazi na Ukrajinu, která začala o dva týdny dříve. Dokument znovu potvrdil podporu EU Ukrajině a nastínil plány Unie na „posílení obranyschopnosti, snížení energetické závislosti a vybudování robustnější ekonomické základny“.